# Lane Davies
Lane Davies (31 de julio de 1950 en Dalton, Georgia, Estados Unidos) es un actor estadounidense. Ha participado en series como: The Bay, The Crew y General Hospital.

## Biografía
Davies nació en Dalton, Georgia, hijo de Emily y Bill Davies. Tiene tres hermanos. Se graduó en la Middle Tennessee State University de Artes Escénicas y Oratoria con honores cum laude. Actualmente reside en Georgia con su familia. Tiene dos hijos: Nathan Hamilton y Thatcher Lee.

## Filmografía
- Supernatural (2019) - Jack the Ripper
- Government Lies (2013) - Jake
- The Bay (2010-2012) - Det. Mackenzie Johnson / Det. Mackenzie Johnson #2 / Detective Mackenzie Johnson
- ¡Buena suerte, Charlie! (2011) - Mr. Krump
- Complete Savages (2004-2005) - Jeff
- General Hospital (2002-2003) - Cameron Lewis / Cameron Webber / Camerone Lewis
- Russkie v Gorode Angelov (2003) - Sommers
- Scrubs (2002) - Simon Reid
- The Practice (2000) - Kyle Barret
- 3rd Rock from the Sun (2000) - Chancellor Duncan
- Ladies Man (2000) - Stan
- Love Boat: The Next Wave (1999) - Jerry Whitaker
- Working (1997-1998) - Greg Larson
- Jesse (1998) - Mr. Bergen
- Just Shoot Me! (1998) - Dr. Hendrie
- Buddy Faro (1998) - Clancy Thomas
- Kelly Kelly (1998) - Collin Potter
- Damon (1998) - Philip
- Clueless (1998) - Robert
- Alright Already (1998) - Blake
- Hitz (1997) - Hubie Fine
- Social Studies (1997) - Mr. Wighley
- Lois & Clark: The New Adventures of Superman (1995-1997) - Tempus
- The Crew (1995-1997) - Capitán Rex Parker
- The Mommies (1995) - Paul Kellogg
- Tom (1994) - Steve
- Ellen (1994) - Nate
- The Nanny (1994) - Nigel Waters
- Seinfeld (1994) - McKenzie
- The John Larroquette Show (1994) - Roomate
- Herman's Head (1993) - Dick van Adams
- Reasonable Doubts (1993) - Philip Zombro
- Coach (1993) - Gerry Finnegan
- Rachel Gunn, R.N. (1992) - Bobby Bigelow
- Empty Nest (1992) - Eric Proust
- Major Dad (1992) - Capitán Bob Burlock
- The Golden Girls (1992) - Peterson
- Woops! (1992) - Curtis Thorpe
- Nurses (1991) - Abe Kaplan
- Good & Evil (1991) - Dr. Eric Haan
- Married with Children (1991) - Harry Ashland
- Santa Barbara (1984-1989) - Mason Capwell
- The Bold & the Beautiful (1987) - Ridge
- Dallas (1983) - Craig Gurney
- Chips (1981) - Karl Wilson
- Days of Our Lifes (1981) - Evan Whyland